# Charles Knight
Charles Knight (1818 - 1895) fue un briólogo y micólogo británico. Fue funcionario administrativo de la Corona británica, siendo también Auditor General, en Nueva Zelanda

## Eponimia
- (Agavaceae) Agave knightiana J.R.Drumm.[3]
- (Cupressaceae) Cupressus knightiana T.A.Perry ex Gordon[4]
- (Cupressaceae) Cupressus knightiana T.A.Perry ex Gordon[5]
- (Cupressaceae) Cupressus knightiana Perry & Perry ex Gordon[6]
- (Solanaceae) Nicotiana knightiana Goodsp.[7]
- (Solanaceae) Nicotiana knightiana Goodsp.[8]